# وانگ سیو
وانگ سیو (انگلیسی: Wang Siyu؛ زادهٔ ۱۶ اکتبر ۱۹۹۵) بازیکن بسکتبال زن اهل چین است.
وی در مسابقات کشوری و بین‌المللی در مجموع برندهٔ ۴ مدال طلا، ۳ مدال نقره شده‌است.